# Gatillazo
Gatillazo est un groupe de punk rock espagnol, originaire de Salvatierra (Alava). Il est formé en 2004 par Evaristo, ancien membre de La Polla Records. « Nous n'avons jamais voulu le faire, mais les circonstances ont fait que. C'était nécessaire, et nous sommes tombés sans regret dans le piège. Nous aurions pu l'éviter, mais serions aussi morts de faim : du poulet qui ne râle pas, du gatillazo qui résonne », explique Evaristo Páramos.

## Histoire
Après le décès de Fernandito, batteur de La Polla Records en septembre 2002, Evaristo décide de rejoindre le guitariste de Kañería 13, Osoron (Jon Zubiaga), Yul et Txerra de RIP. Le groupe adopte le nom de The Kagas, avec lequel ils ne donnent que trois concerts et sortent un album en novembre 2002. Puis, en 2004, avec la même formation, ils se rebaptisent The Meas et, comme leur prédécesseur, ne donnent que quelques concerts et publient un seul album.
Par la suite, Evaristo se retrouve à la tête d'un nouveau groupe en tête : en début de 2004, il forme Gatillazo avec deux anciens collègues de La Polla, Txiki (guitare) et Tripi (batterie), ainsi qu'Osoron (cette fois à la guitare) et Xabi (basse). Evaristo confirme que Gatillazo ne sera pas un projet ponctuel, comme The Kagas ou The Meas, qui étaient, selon ses propres termes, des « attaques aériennes sans retour ». Bientôt, ils enregistrent une bonne poignée de chansons. Ainsi, en mars 2005, sort leur premier album homonyme, comprenant 21 chansons, après avoir fait le tri.
En septembre 2006, Gatillazo annonce, par l’intermédiaire de son site web officiel, un changement de membres. Xabi, le bassiste, quitte le groupe et est remplacé par Mikel,.
Leur deuxième album, Legal Dianas, dont le titre est une allusion parodique à Diana Spencer, est publié en avril 2007. Il est édité par Maldito Records et son enregistrement a eu lieu début 2007. En mars 2008, Mikel (le bassiste) est remplacé par Butonbiko (également appelé Mikel). En novembre 2008, leur troisième album, intitulé Sex Pastels, est publié. L'album consiste en un CD (avec de nouveaux morceaux) ; ainsi qu'un DVD avec 32 chansons enregistrées en direct dans leur salle de répétition, ainsi qu'une interview, plusieurs photos et le clip vidéo de la chanson Nº1 en USA de l'album.
En début de 2009, ils annoncent le départ d'Osoron (pour des raisons non divulguées). Depuis, Ángel est le nouveau guitariste du groupe. 
En mars 2011, leur quatrième album, intitulé Sangre y mierda, est publié. Il est le premier du groupe à faire participer le guitariste Ángel, qui a rejoint le groupe en 2009 pour remplacer Osoron, qui avait quitté le groupe plus tôt cette année. En janvier 2013, le groupe confirme son arrivée en studios pour enregistrer son cinquième album ,. Le nouvel album du groupe s'intitule Siglo XXI, et est sorti le 2 avril 2013,.

## Membres

### Membres actuels
- Evaristo Páramos - chant (depuis 2004)
- Txiki - guitare (depuis 2004)
- Ángel - guitare (depuis 2009)
- Butonbiko - basse (depuis 2008)
- Tripi - batterie (depuis 2004)

### Anciens membres
- Osoron - guitare (2004–2009)
- Xabi - basse (2004–2006)
- Mikel - basse (2006–2008)

## Discographie

### Albums studio
- 2005 : Gatillazo (Oihuka)
- 2007 : Dianas legales (Maldito Records)
- 2008 : Sex Pastels (Maldito Records) (CD/DVD live)
- 2011 : Sangre y mierda (Maldito Records)
- 2013 : Siglo XXI (Maldito Records)
- 2016 : Cómo Convertirse en Nada (Maldito Records)